# Jovana S. Polić
Jovana S. Polić (Kovin, 21. mart 1981) je srpska novinarka. Vlasnica je i direktorka Audio i video produkcije "JSP" koja posluje od 2008. godine. Autorka je brojnih intervjua, reportaža, televizijskih priloga, emisija i TV filmova.

## Biografija
Diplomirala je na Fakultetu političkih nauka, na smeru za novinastvo i komunikologiju. Od 2000. godine, kad je upisala Fakultet poličkih nauka, živi i radi u Beogradu.
Novinarsku karijeru je započela krajem devedesetih godina u lokalnom listu "Moj Kovin", koji je bio u vlasništvu njenog oca, novinara Svetozara Polića.. Početkom dvehiljaditih je radila u dnevnim novinama "Blic", kao i mesečnom časopisu Status čiji je vlasnik i glavni i odgovorni urednik bio Slaviša Lekić. U Statusu je, kao novinar i urednik, radila do 2013. godine, kad je ovaj magazin zatvoren.
Televizijsku karijeru novinara započela je 2010. godine radom na dokumentarnom serijalu Mediji u Srbiji: hronika propadanja u produkciji Statusteam-a. 
Radila je, sem kao novinarka, i kao producentkinja i rediteljka više dokumentarnih serijala, emisija, TV filmova. Među najznačajnijim su: Zoran Đinđić: Hipoteka, Medijski vrisak, Pad haških begunaca, Lazar, Partokratija: kancer demokratije, CORAX: crtanje istorije, Vladalac, Junaci doba zlog, "Ja, Aleksandar: državni gambit".
Od 2015 do 2019. godine bila je programski direktor Medija centra Beograd.
Jovana Polić je kritičar Aleksandra Vučića i zbog toga često na meti hajki tabloida i drugih režimskih medija. Sa kolegama Sanjom Lončar i Slavišom Lekićem, autorima dokumentarnog serijala Vladalac, podnela je tužbu protiv predsednika Srbije Aleksandra Vučića, zbog, kako je navedeno u tužbi, neistina i uvreda koje je izrekao na njihov račun. U međuvremenu, novinar Slaviša Lekić je preminuo novembra 2021. godine, a dve godine nakon emitovanja Vladaoca, u februaru 2022. Aleksandar Vučić je podneo tužbu protiv novinarki Jovane Polić i Sanje Lončar.  Potom je, nakon odjeka u javnosti, povukao tužbu. Suđenje po tužbi novinarki, i dalje je u toku, u Prvom osnovnom sudu u Beogradu.